# Estreito de Bali
(ms) Selat Bali
O Estreito de Bali é um Corpo de água que separa Java e Bali enquanto conecta o Oceano Índico e o Mar de Bali. No seu ponto mais estreito, tem 2,4 quilómetros de largura.

## Geografia
O Estreito de Bali é um dos corpos de água que cercam a ilha de Bali: Estreito de Lombok a leste, Estreito de Badung a sudeste, Mar de Bali a norte, Oceano Índico a sudoeste e Estreito de Bali a oeste .
Geologicamente, as duas ilhas de Bali e Java foram unidas até o final da última era glacial, quando o mar subiu e cortou a ponte de terra. Ambos compartilham parte da placa tectónica chamada plataforma de Sunda.

## Transporte

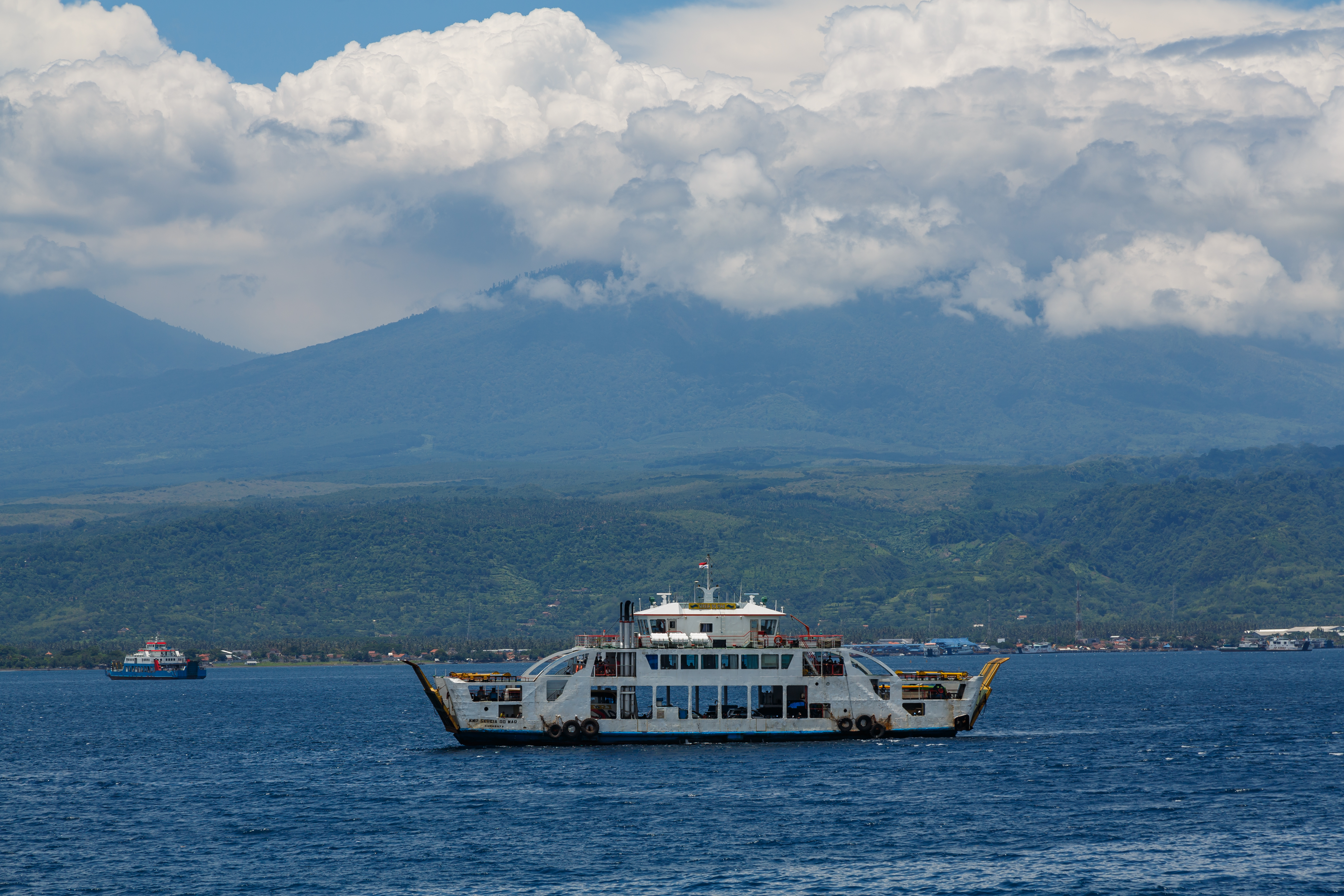
A barco KMP Sereia Do Mar no Estreito de Bali entre Banyuwangi e Gilimanuk.

O governo indonésio considerou uma ponte sobre o estreito. Mas o projeto foi  obstruído por dificuldades económicas, bem como por objeções de alguns moradores de Bali. Atualmente não há ligação para Bali, apenas um barco entre Ketapang em Java e Gilimanuk, Jembrana Regency, Bali.

## História
A 28 de janeiro de 1797, durante o Incidente do Estreito de Bali, um esquadrão francês de seis fragatas encontrou uma frota de seis britânicos das Índias Orientais no Estreito de Bali. Disfarçando-se de navios da companhia, os navios mercantes britânicos conseguiram intimidar os franceses para que se retirassem.

## Ecologia
A temperatura da água no Estreito de Bali está sujeita a flutuações sazonais perceptíveis, predeterminadas pelos períodos das monções. Durante o período da monção do noroeste (janeiro-março), a temperatura média é de cerca de 28-29°C, enquanto no sudeste (julho-setembro) a temperatura cai para 26°C. Independentemente da estação, a temperatura da água na parte norte do estreito é de 1 a 1,5 graus mais baixa do que na parte sul. O nível de salinidade é mais estável: cerca de 33‰ na estação das monções do noroeste e cerca de 34‰ no período sudeste. As correntes marítimas no estreito têm uma configuração muito complexa, em grande parte dependente das estações das monções: durante os ventos de noroeste, predomina o vetor norte, enquanto no sudeste é o vetor sul. À velocidade máxima – até 13 km/h – os fluxos atingem a parte norte e mais estreita do estreito. As correntes de maré têm uma amplitude semi-diurna. No início do século XXI, foram notadas tendências negativas no desenvolvimento da situação ecológica no estreito e nas suas margens, relacionadas com a atividade económica humana. Numerosos casos de poluição da água com resíduos industriais, fertilizantes e produtos químicos usados na mineração de ouro na costa javanesa foram registados.